# Omphale cavei
Omphale cavei är en stekelart som beskrevs av Christer Hansson 2004. Omphale cavei ingår i släktet Omphale och familjen finglanssteklar.
Artens utbredningsområde är Honduras. Inga underarter finns listade i Catalogue of Life.